# Арес (DC Comics)
Аре́с (англ. Ares), иногда упоминается как Марс (англ. Mars) — вымышленный персонаж, суперзлодей комиксов издательства DC Comics. Является греческим богом войны и одним из главных врагов своей сводной сестры/внучки Чудо-женщины. Первое появление персонажа было в комиксе Wonder Woman #1 (июнь 1942). В следующем выпуске он появился под своим римским именем Марс, и под этим именем он появлялся в комиксах до тех пор, пока в феврале 1987 года писатель/художник Джордж Перес не восстановил его греческий аналог имени.

## Биография
Арес является представителем расы древних богов и членом олимпийского пантеона богов, которым поклонялись Греция и Римская Империя. Он является сыном Зевса и Геры. Несмотря на это, он был мало похож на других богов, и даже создал своё собственное царство Ареопаг. Арес становится сильнее от конфликтов и войн между людьми, поэтому он враждовал с покровительницей Амазонок Афродитой, которая стремилась привести в мир любовь и добро. Неоднократно Арес пытался уничтожить амазонок, но родилась принцесса Диана, известная также как Чудо-женщина. Она не раз противостояла Аресу и рушила его планы.
Однажды Арес решил начать Третью Мировую Войну, пытаясь развязать войну между двумя самыми могущественными державами Земли — США и СССР. Однако Диана убедила его не делать этого, ведь Третья Мировая повлекла бы за собой ядерный конфликт, который мог уничтожить всё живое на Земле. Бог войны пошел на компромисс, потому что после уничтожения человечества больше некому было бы устраивать войны. Позже Арес завладел телом бизнесмена Ари Бьюкенена и стал развивать бизнес по производству оружия, продавая его не только армиям стран, но и террористическим организациям, уличным бандам, мафии и повстанцам. Также известно, что в теле Бьюкенена у Ареса была связь с адвокатом Донной Милтон, в результате которой у него появилась дочь Лита. Позже оказалось, что Донной оказалась Цирцея. Их дочь с раннего возраста показывала свои способности в магии, которой до сих пор учится пользоваться.
Во времена развития современных технологий власть Зевса ослабла, а силы Афины, Ареса и Афродиты возросли, любовь никогда не ослабевает, а конфликт вечен. Таким образом эти трое заняли Олимп, став фактически его правителями. Чуть позже Арес сменил свой титул с «Бога войны» на «Бог конфликта», но после свержения Аида мантия бога мертвых перешла к Аресу. В то же время правителем Олимпа стала его сестра Афина.
Путешествуя во времени, Арес манипулировал несколькими злодеями, а также получил контроль над смертоносным магическим существом, именуемом Геноцид. Планы Ареса уничтожить нынешнюю Чудо-женщину провалились, когда Диана смогла уничтожить Геноцид, оставив труп монстра тонуть в океане. Возмущенный, Арес приказал сыну Посейдона вызвать рой смертоносных морских существ, чтобы атаковать Темискиру и новое островное государство Таларион. Во время этой битвы Диана пришла к выводу, что Арес был великим манипулятором, и столкнулась с ним. Не давая Аресу много времени злорадствовать над его последним «военным шедевром», Диана взяла боевой топор и ударила Ареса по голове, расколов его шлем пополам.
Арес вновь появился перед Дианой со сшитой головой. Оказывается, он вошёл на некий уровень загробной жизни для богов, где теперь подвергался мучениям тех, кто погиб из-за войны. Несмотря на то, что он являлся мёртвым, он всё ещё влиял на некоторые события, пытаясь положить конец существованию амазонок. Его новый план включал в себя рождение пяти мальчиков от разных амазонок, которых он взял под опеку. Позже Зевс выслал тело и дух Ареса из Темискиры.

### New 52
Арес родился много веков назад в межпространственном царстве под названием Скайленд. Скайленд находился в Сфере Богов, пространстве за пределами Мультивселенной. Он был сыном Зевса и его жены Геры, патриарха и матриарха греческого пантеона, группы богов, обитавших на горе Олимп в Скайленде. У него было много братьев и сестер, которые составляли основную часть богов Олимпа. Он влюбился в Афродиту, богиню любви, и у них было много детей, среди которых были сыновья-близнецы Фобос и Деймос, боги страха и ужаса соответственно. Он также был отцом амазонок, хотя, в отличие от прошлых детей, их матерью была Гармония, а не Афродита.
Арес со временем одичал и сошел с ума из-за своей роли Бога Войны. Все Боги Олимпа согласились, что Ареса следует заключить в тюрьму, прежде чем он сможет нанести какой-либо ущерб. Боги заставили Гефеста, бога ремесла и кузнечества, выковать кандалы, которые сковывали бы ярость и силу Ареса. Афродите была поставлена задача связать Ареса кандалами, но вопреки ожиданиям Арес умышленно сдался кандалам без боя. Он был заточен в карманном измерении на секретном острове Темискира, доступ к которому возможен только через дерево на острове. Амазонкам была дана вечная задача охранять тюрьму своего отца, гарантируя, что Арес никогда больше не выплеснет свой гнев на Мультивселенную. Дерево станет видимым только для тех, кому Арес пожелает его увидеть. Боги сотрут разум любого, кто покинет Темискиру, потому что, если бы никто не знал, как туда добраться, Фобос и Деймос не смогли бы освободить своего отца.

### DC Rebirth

#### Заточение
Со временем Арес стал свидетелем того, как Ипполита , царица амазонок, родила маленькую девочку по имени Диана. Арес предвидел, что Диана вырастет и покинет остров, и что боги скроют от нее местонахождение Темискиры, как и всех остальных. Однажды, когда Диана каталась на лошадях вокруг острова, Арес открыл ей дерево. Приняв облик змеи, Арес укусил юную принцессу. Этот укус был подарком, поскольку он позволил Диане напрямую посетить Ареса, даже не находя Темискиру, хотя Диана никогда не помнила об этой встрече. В конце концов Диана покинула Темискиру и стала супергероем Чудо-женщиной . Боясь, что Диана все-таки найдет способ вернуться на остров, боги подарили ей ложные воспоминания, чтобы убедить ее в том, что она уже заново открыла Темискиру.
Арес наблюдал, как Диана жила настоящими воспоминаниями о Лиге Справедливости. Однажды Арес наблюдал, как его сыновья-близнецы маскируются под него. Фобос и Деймос попытались извлечь из ее мозга местонахождение Темискиры, однако это не удалось, поскольку Диана больше не знала местонахождение острова. Затем братья-близнецы воспользовались помощью гения-миллиардера Вероники Кейл, чтобы выяснить местонахождение Темискиры и их отца. Чтобы получить разменную карту с Кейл, сыновья изгнали душу ее дочери Иззи в тюрьму Ареса. В конце концов Кейл смогла использовать связь Чудо-женщины с Аресом, чтобы открыть портал, который позволил ей и Диане попасть в тюрьму. Когда пара нашла Ареса, он им все объяснил. Фобос и Деймос наконец прорвались в тюрьму благодаря Веронике, но были остановлены Дианой, которая использовала свое Лассо Истины, чтобы подчинить их любви их матери. Затем Чудо-женщина ушла с Кейл, когда они  наконец разобрались с братьями-близнецами.
Через некоторое время после встречи с Кейл и Чудо-женщиной, Арес стал очевидцем прибытия Грааль. Благодаря своему ясновидению Арес узнал, что Грааль была дочерью Нового Бога Дарксайда , правителя царства Апоколипс. Грааль и ее отец были побеждены Дианой, и поэтому амазонки оставили Грааль страдать в тюрьме.

#### Возрождение
Разделив свою тюрьму с Грааль, Арес понял, кем на самом деле он должен стать как Бог Войны: символом Справедливости, борцом за слабых. Затем он использовал свою силу, чтобы повлиять на Грааль, заставив ее убить его мечом Убийцы Богов. Это привело к падению Темискиры, возможно, увлекшей за собой остальную часть Олимпа, хотя Арес этого не осознавал. Он снова появился в Дуровнии, где стал местным лидером повстанцев, выступающих против правительства страны. Он думал, что правительство Дуровнии держит свой народ в тирании, и поэтому его обязанностью было освободить его. Поскольку Дуровния была союзником Соединенных Штатов, Стив Тревор и Этта Кэнди были направлены туда, чтобы помочь правительству, и Диана тоже вмешалась.
Арес приветствовал Диану с распростертыми объятиями, объясняя ей, чем он занимается и кем хочет стать. Однако вскоре Диана поняла, что Арес все еще не способен уловить концепцию справедливости, поскольку она наблюдала, как он перенаправил ракету на деревню, связанную с правительством, потенциально убивая несколько невинных людей. Пока Арес изо всех сил пытался понять, что ему следует сделать, чтобы стать лучше, чем раньше, Диана нашла Стива и неожиданную союзницу, Афродиту, почему-то в изгнании с Олимпа. Благодаря ее помощи Диана смогла помешать Аресу уничтожить правительство Дуровнии. Понимая свои ошибки, он еще раз поговорил с Дианой о своей новой миссии, надеясь, что она посоветует ему, что ему делать дальше. После обсуждения Арес решил найти Афину, богиню Мудрости, чтобы, возможно, узнать, как действовать, чтобы стать тем богом, которого он хотел.